# Magdalena von Brandenburg (1582–1616)

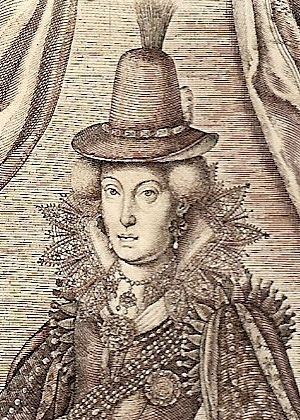
Magdalena von Brandenburg, Landgräfin von Hessen-Darmstadt

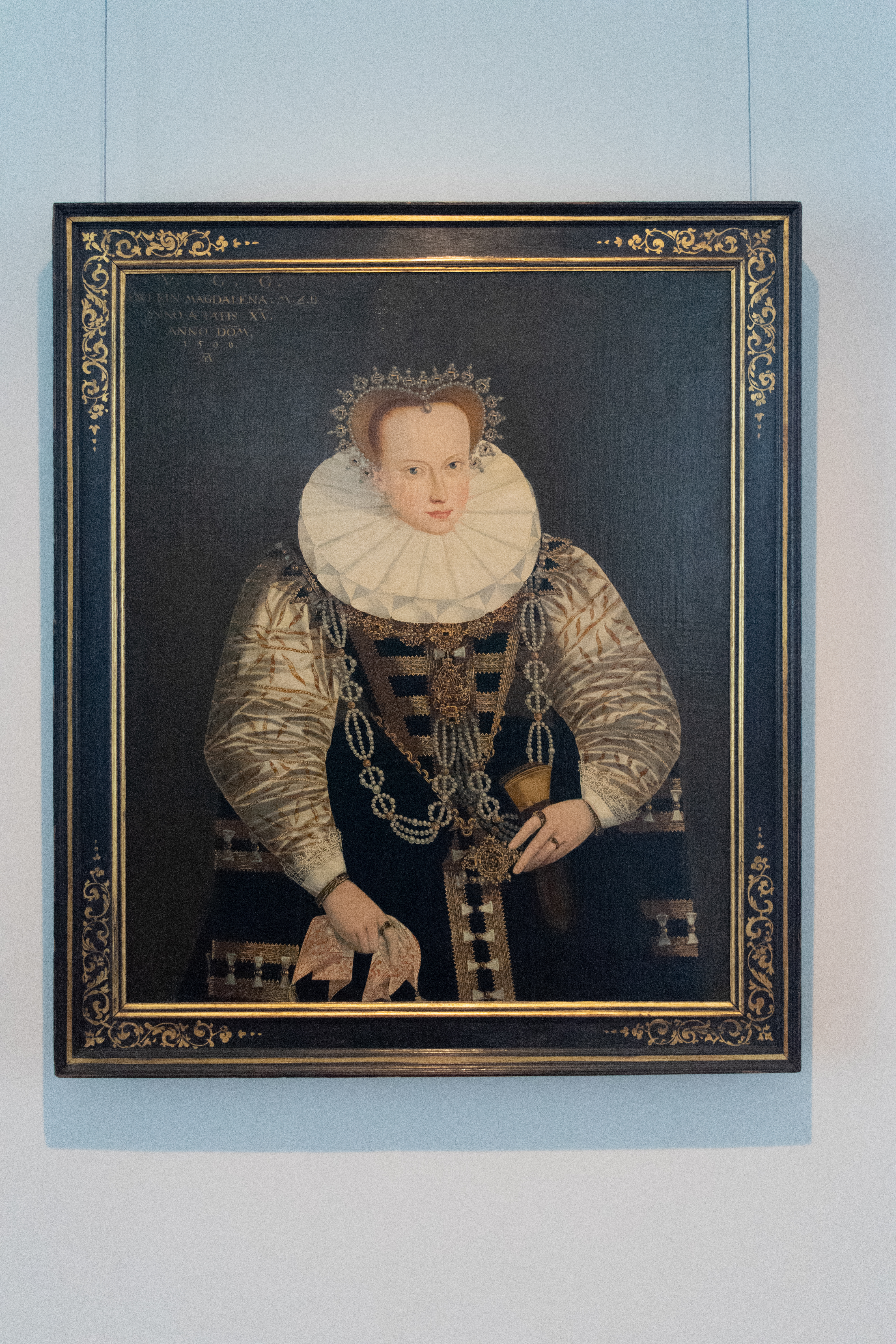
Magdalena (Alter 15 Jahre)
Gemälde Andreas Riehl d. J. 1596

Magdalena von Brandenburg (* 7. Januar 1582 in Berlin; † 4. Mai 1616 in Darmstadt) war eine Prinzessin von Brandenburg und durch Heirat Landgräfin von Hessen-Darmstadt.

## Leben
Magdalena aus dem Hause Hohenzollern war eine Tochter des brandenburgischen Kurfürsten Johann Georg (1525–1598) aus dessen Ehe mit Elisabeth (1563–1607), Tochter des Fürsten Joachim Ernst von Anhalt. Sie heiratete in aller Stille, kurz nach dem Tod ihres Vaters, am 5. Juni 1598 in Berlin den Landgrafen Ludwig V. von Hessen-Darmstadt (1577–1627), mit dem sie sich bereits im Jahr davor verlobt hatte.
Magdalena starb kurz nach ihrer Teilnahme am Naumburger Fürstentag 1616. Sie wurde in der Stadtkirche Darmstadt bestattet. Der Tod seiner Gemahlin traf Ludwig so schwer, dass er sich in den Jahren 1618 bis 1619 auf Pilgerreise ins Heilige Land begab, was ihn in Verdacht brachte, zum Katholizismus überwechseln zu wollen.
Magdalena hinterließ der Hessischen Landesbibliothek zahlreiche Bände theologischen und geschichtlichen Inhalts.

## Nachkommen
Aus ihrer Ehe hatte Magdalena fünf Söhne und sieben Töchter:
- Elisabeth Magdalena (1600–1624)

⚭ 1617 Herzog Ludwig Friedrich von Württemberg-Mömpelgard (1586–1631)
- Anna Eleonore (1601–1659)

⚭ 1617 Herzog Georg von Braunschweig-Lüneburg (1582–1641)
- Marie (1602–1610)
- Sophie Agnes (1604–1664)

⚭ 1624 Pfalzgraf Johann Friedrich von Sulzbach (1587–1644)
- Georg II. (1605–1661), Landgraf von Hessen-Darmstadt

⚭ 1627 Prinzessin Sophie Eleonore von Sachsen (1609–1671)
- Juliane (1606–1659)

⚭ 1631 Graf Ulrich II. von Ostfriesland (1605–1648)
- Amalie (1607–1627)
- Johannes (1609–1651), Landgraf von Hessen-Braubach

⚭ 1647 Gräfin Johanetta von Sayn-Wittgenstein (1626–1701)
- Heinrich (1612–1629)
- Hedwig (1613–1614)
- Ludwig (*/† 1614)
- Friedrich (1616–1682), Kardinal, Fürstbischof von Breslau